# Лез-Андели (округ)
Лез-Андели (фр. Les Andelys) — округ (фр. Arrondissement) во Франции, один из округов в регионе Нормандия. Департамент округа — Эр. Супрефектура — Лез-Андели.
Население округа на 2018 год составляло 235 319 человек. Плотность населения составляет 129 чел./км². Площадь округа составляет 1 826 км².

## Состав
Кантоны округа Лез-Андели (с 1 января 2019 года):
- Валь-де-Рёй
- Вернон
- Гайон
- Жизор
- Лез-Андели
- Лувье
- Паси-сюр-Эр
- Пон-де-л'Арш
- Ромийи-сюр-Андель

Кантоны округа Лез-Андели (с 1 января 2017 года по 31 декабря 2018 года):
- Валь-де-Рёй
- Вернон (частично)
- Гайон
- Жизор
- Лез-Андели
- Лувье
- Пон-де-л'Арш
- Ромийи-сюр-Андель

Кантоны округа Лез-Андели (с 22 марта 2015 года по 31 декабря 2016 года):
- Валь-де-Рёй
- Вернон (частично)
- Гайон
- Жизор
- Лез-Андели
- Ле-Небур (частично)
- Лувье
- Пон-де-л'Арш
- Ромийи-сюр-Андель

Кантоны округа Лез-Андели (до 22 марта 2015 г.):
- Валь-де-Рёй
- Гайон
- Гайон-Кампань
- Жизор
- Лез-Андели
- Лион-ла-Форе
- Лувье-Нор
- Лувье-Сюд
- Пон-де-л'Арш
- Флёри-сюр-Андель
- Эко
- Этрепаньи